# Construccionismo
El construccionismo en pedagogía es una teoría del aprendizaje desarrollada por Seymour Papert que destaca la importancia de la acción, es decir del proceder activo en el proceso de aprendizaje. Se inspira en las ideas de la psicología constructivista y de igual modo parte del supuesto de que, para que se produzca aprendizaje,  el conocimiento debe ser construido (o reconstruido) por el propio sujeto que aprende a través de la acción, de modo que no es algo que simplemente se pueda transmitir.

## Ideas centrales del construccionismo
El construccionismo considera además que las actividades de confección o construcción de artefactos, sean estos el diseño de un producto, la construcción de un castillo de arena o la escritura de un programa de ordenador, son facilitadoras del aprendizaje. Se plantea que los sujetos al estar activos mientras aprenden, construyen también sus propias estructuras de conocimiento de manera paralela a la construcción de objetos. También afirma que los sujetos aprenderán mejor cuando construyan objetos que les interesen personalmente, al tiempo que los objetos construidos ofrecen la posibilidad de hacer más concretos y palpables los conceptos abstractos o teóricos y por tanto, los hace más fácilmente comprensibles.
El fundador del construccionismo, Seymour Papert, fue un matemático y psicólogo, profesor en las cátedras de matemáticas y ciencias de la educación del Massachusetts Institute of Technology y  fue discípulo de Jean Piaget. Papert recoge del constructivismo piagetano algunas nociones básicas y se diferencia del mismo en la aplicación concreta a la pedagogía y a la didáctica. Papert define el construccionismo así:

«Tomamos de las teorías constructivistas de la psicología el enfoque de que el aprendizaje es mucho más una reconstrucción que una transmisión de conocimientos. A continuación, extendemos  la idea de materiales manipulables a la idea de que el aprendizaje es más eficaz cuando es parte de una actividad que el sujeto experimenta como la construcción de un producto significativo».

En otro trabajo (Situating Constructionism) del mismo autor junto a Idit Harel, se define al comienzo de la introducción que el propio construccionismo sólo puede ser definido a través de una construcción:

«Es bastante fácil formular versiones simples y pegadizas de la idea del construccionismo; por ejemplo, pensar en él como aprendizaje a través del hacer Uno de los propósitos de este capítulo introductorio es orientar al lector hacia el uso de la diversidad en el volumen a elaborar —a construir— un sentido del construccionismo mucho más rico y más polifacético, y mucho más profundo en sus implicaciones que lo que podría ser transmitido por una fórmula como esa».

Las ideas de Papert se hicieron conocidas a través de la publicación de su libro Mindstorms: Children, Computers, and Powerful Ideas (Basic Books, 1980). Papert describe allí cómo guiar a los niños en la creación de programas de ordenador en el lenguaje de programación Logo (lenguaje de programación). Comparó su método de aprendizaje con la vida en un mateland, donde el aprendizaje de las ideas matemáticas sería tan natural como el aprendizaje del francés para quien vive en Francia.
Papert fue un gran defensor de llevar el lenguaje Logo a las aulas escolares para enseñar matemáticas a los niños.
El aprendizaje construccionista involucra a los estudiantes y los anima a sacar sus propias conclusiones a través de la experimentación creativa y la elaboración de los objetos sociales. El maestro constructivista asume un papel mediacional en lugar de adoptar una posición instructiva. La enseñanza se sustituye por la asistencia al estudiante en sus propios descubrimientos a través de construcciones que le permiten comprender y entender los problemas de una manera práctica.

## Ejemplos de aplicación
El construccionismo se aplica sobre todo al aprendizaje de las matemáticas y de la ciencia (en forma aprender ciencia basándose en la investigación), también se desarrolló, aunque en una forma diferente, en otras áreas (en psicología de la comunicación, por ejemplo, y en el aprendizaje de las profesiones y oficios afines). Más recientemente, se ha ganado un espacio en la lingüística aplicada, en el ámbito de la adquisición y aprendizaje lenguas extranjeras. Una de estas aplicaciones ha sido el uso del popular juego de SimCity como medio de enseñanza del idioma inglés mediante técnicas construccionistas (Gromik, 2004).
La empresa LEGO comenzó en 1980 a financiar proyectos de investigación del equipo de investigadores de Papert en el MIT. De esta colaboración surgió Lego Mindstorms, una línea de productos de robótica de LEGO y el Lego Serious Play, consistente en una técnica construccionista de apoyo al análisis y diseño de estrategias de solución de problemas para equipos de trabajo.  En talleres, las personas describen y diseñan situaciones utilizando piezas de LEGO.
Posteriormente,se han desarrollado herramientas de robótica open source basadas en los trabajos del MIT, pero bajo licencia GPL
En 2005, Papert, junto con Nicholas Negroponte y Alan Kay lanzaron la iniciativa One Laptop Per Child, como proyecto facilitador para poner en práctica el aprendizaje constructivista en el mundo en desarrollo. El objetivo es proporcionar un ordenador portátil de bajo costo (cien dólares) a cada niño del mundo en desarrollo.